# Жозеф Ланьєль
Жозеф Ланьєль (фр. Joseph Laniel фр. вимова: [ʒozɛf lanjɛl]; 12 жовтня 1889, Вімутьє, департамент Орн — 8 квітня 1975, Париж) — французький державний і політичний діяч Четвертої Республіки консервативного спрямування. Прем'єр-міністр Франції з 28 червня 1953 по 19 червня 1954 року. Співзасновник Республіканської Партії Свободи (PRL), потім Національного Центру незалежних і селян (CNIP), його кабінет був повалений після французького поразки при Дьенбьенфу в Індокитаї в 1954. Його змінив на посту П'єр Мендес-Франс.
Під час Першої індокитайської війни Франція під керівництвом Ланьєля прагнула укласти перемир'я, яке було підтримано Сполученим Королівством та іншими країнами.